# Eupithecia implicata
Eupithecia implicata là một loài bướm đêm trong họ Geometridae.